# Эньервиль
Эньерви́ль (фр. Aignerville) — коммуна во Франции, находится в регионе Нижняя Нормандия. Департамент коммуны — Кальвадос. Входит в состав кантона Тревьер. Округ коммуны — Байё.
Код INSEE коммуны — 14004.

## Население
Население коммуны на 2010 год составляло 200 человек.
| 1962 | 1968 | 1975 | 1982 | 1990 | 1999 | 2010 |
| ---- | ---- | ---- | ---- | ---- | ---- | ---- |
| 191  | 179  | 178  | 156  | 154  | 139  | 200  |

## Экономика
В 2010 году среди 139 человек трудоспособного возраста (15—64 лет) 100 были экономически активными, 39 — неактивными (показатель активности — 71,9 %, в 1999 году было 68,6 %). Из 100 активных жителей работали 97 человек (49 мужчин и 48 женщин), безработных было 3 (1 мужчина и 2 женщины). Среди 39 неактивных 8 человек были учениками или студентами, 21 — пенсионерами, 10 были неактивными по другим причинам.